# Írán na Letních olympijských hrách 1996
Írán na Letních olympijských hrách 1996 reprezentovalo 18 sportovců v 6 sportech.

## Medailisté
| Medaile | Jméno            | Sport | Disciplína                |
| ------- | ---------------- | ----- | ------------------------- |
| Zlato   | Rasúl Chádem     | Zápas | Muži volný styl do 90 kg  |
| Stříbro | Abbás Džadídí    | Zápas | Muži volný styl do 100 kg |
| Bronz   | Amír'rezá Chádem | Zápas | Muži volný styl do 82 kg  |